# صفحه وب

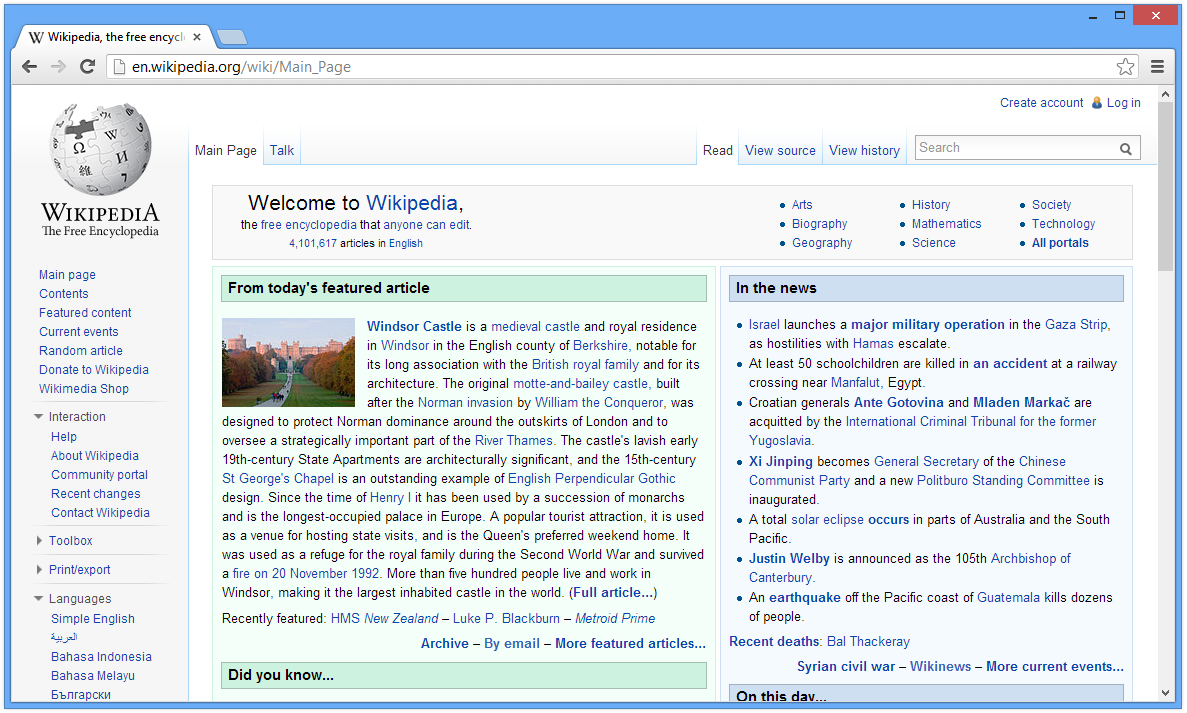
صفحه خانه

صفحهٔ وب الگو:English(us یا تارنما یک منبع اطلاعاتی مناسب برای تار جهان گستر وب است؛ و می‌توان با یک مرورگر وب به آن دسترسی یافت. یک وب می‌تواند هرچیزی را به نمایش بگذارد، اما معمولاً با اچ‌تی‌ام‌ال یا زبان‌های نشانه گذاری دیگری نوشته می‌شوند. کار مرورگر وب، هماهنگی بین المان‌هایی است که با آن‌ها صفحات وب نوشته می‌شوند، که معمولاً از نوع استایل شیت‌ها (style sheets)، اسکریپت‌ها scripts و تصاویر هستند، که در صفحات وب یافت می‌شوند. یک صفحه وب معمولاً از ابرمتن‌ها تشکیل شده که شامل منو در بالا و گوشه‌ها است که یک صفحه وب را به صفحات دیگر وصل کرده، که آن‌ها را با نام لینک می‌شناسند.
در شبکه، یک مرورگر وب می‌تواند صفحه وب را از راه دور از طریق سرور وب دریافت نماید. در لایه‌های بالاتر، یک سرور در وب می‌تواند اجازه دسترسی را فقط به شبکه‌های محرمانه مانند اینترانت شرکت‌ها بدهد یا می‌تواند سطح دسترسی را برای کل وب باز بگذارد. در لایه‌های پایین‌تر، مرورگر وب برای درخواست از پروتکل انتقال ابرمتن استفاده می‌کند.
یک صفحه وب ایستا (استاتیک)، دقیقاً همان چیزی را که به عنوان محتوای وب روی سیستم ذخیره کرده تحویل می‌دهد، در حالی که صفحات وب دینامیکی با اپلیکیشن‌هایی که در سمت سرور قرار دارد تولید می‌شود یا اسکریپت‌هایی که در سمت کاربر قرار گرفته اجرا می‌شوند. صفحات دینامیکی به مرورگر کمک می‌کنند تا ورودی‌های کاربر به سمت سرور را ارتقا بدهند.

## رنگ،تایپوگرافی،More tired than ever.. تصویر، و تعامل
صفحات وب معمولاً شامل اطلاعاتی نظیر متن‌های رنگی و تصاویر پس زمینه‌ای و سایر رسانه‌ها هستند. ساختار لایه‌ها، تایپوگرافی و طرح بندی رنگ‌ها با استفاده از cssها به وجود می‌آیند؛ که هم می‌تواند با HTML ادغام شود یا در فایل جداگانه‌ای به سند HTML متصل گردند. مرورگرهای وب این فایل‌ها را فقط برای بار اولی که از سرور می‌خوانند دانلود می‌کنند دفعات بعدی برای دسترسی به این فایل‌ها آن‌ها را از طریق محل حافظه داخلی یا همان cache بارگذاری مجدد می‌نمایند.

## رفتارهای دینامیکی
کدهای سمت کاربر مانند جاوااسکریپت یا تکنیک‌های ایجکس (AJAX) می‌توانند داخل متن HTML قرار بگیرد یا مانند استایل شیت‌ها در فایل جداگانه به سند اصلی متصل شوند. این اسکریپت‌ها بر روی کامپیوتر کاربران اجرا می‌شوند. (اگر آن‌ها اجازه این اجرا را داده باشند)

## مرورگر
یک مر۹حورگر وب می‌تواند رابط کاربری گرافیکی داشته باشد، مانند موزیلا فایرفاکس، اپرا، کروم و اینترنت اکسپلورر یا فقط از متن پشتیبانی کنند مانند: لینکس و لینکز. کاربران وب با عدم توانایی معمولاً از تکنولوژی‌های کمکی و استراتژی‌های انطباقی برای دسترسی به وب استفاده می‌کنند. کاربران ممکن است کورنگی داشته باشند، شاید دوست نداشته باشند از ماوس استفاده کنند و مشکل نرون حرکتی داشته باشند، ممکن است کر باشند و نیاز داشته باشند تا صدا برای آن‌ها زیرنویس شود، ممکن است کور باشند و به یک نوشته بریل نیاز داشته باشند یا به یک ذره بین برای بزرگنمایی صفحه نیاز داشته باشند.
کاربران نیاز دارند تا بتوانند دانلود کردن تصاویر و ویدئوها را در مرورگر برای ذخیره کردن زمان غیرفعال کنند. ممکن است یکسری از کاربران دوست نداشته باشند از فونت‌ها و طرح بندی رنگ‌ها استفاده کنند یا نخواهند استایل‌ها بر روی صفحات وب بارگذاری شوند. کنسرسیوم جهانی وب (W3C) و ابتکار قابلیت دسترسی به وب (WAI) پیشنهاد می‌کنند که طراحی وب سایت باید تمام این گزینه‌ها را دارا باشد.

## المان‌ها
یک صفحه وب به عنوان یک مجموعه‌ای از اطلاعات، می‌تواند شامل تعداد متعددی از اطلاعات باشد، که در نهایت باید توسط کاربر دیده یا شنیده شود:
ادراک (ارائه) اطلاعات:
- اطلاعات با نوشته
- اطلاعات بدون نوشته:
- شامل تصاویر ایستا، گرافیک یا فلش است.
- تصاویر پویا و انیمیشن‌ها مانند تصاویر gif، فلش‌ها یا جاوا اپلت
- صداها که به‌طور متداول MP3 و OGG یا با سایر فرمت‌ها هستند.

## گونه‌های گوناگون
- صفحه وب ایستا: پرونده اچ‌تی‌ام‌ال صفحه در کارساز موجود است و به هنگام درخواست مرورگر، تنها فرستاده می‌شود.[۶]
- صفحه وب پویا: کارساز پروندهٔ اچ‌تی‌ام‌ال جداگانه‌ای را برای هر صفحه به هنگام درخواست مرورگر می‌سازد.

## اطلاعات (مخفی) داخلی
- کامنت‌ها مخصوص کد نویسی
- فایل‌های لینک شده (مثال: DOC, XLS, PDF و…)
- اطلاعات متا یا فرا اطلاعات مانند اطلاعات کاراکترها، اسناد و…
- نمودار و اطلاعات مربوط به استایل: اطلاعات مربوط به شیوه نمایش مطالب (مثلاً اندازه تصاویر) و مشخصات بصری
- اسکریپت، معمولاً جاوا اسکریپت

یک صفحه وب همچنین می‌تواند شامل المان‌های دینامیکی برای تطبیق با کاربران باشد؛ مثلاً مرورگر می‌تواند از طریق IP کاربران به محل و موقعیت جغرافیایی آن‌ها دسترسی پیدا کند.

## نمایش و اجرای وب

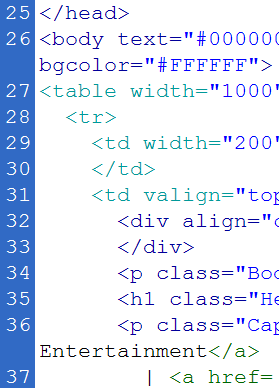
ویرایشگر کد ٬ حاوی کد css و html

یک صفحه وب معمولاً به فضای بیشتری برای نمایش اطلاعات بر روی نمایشگرها نیاز دارد. در بیشتر مرورگرهای مدرن، یک نوار کشویی برای پیمایش صفحات وجود دارد تا کاربر راحت‌تر بتواند صفحه‌های وب را پیمایش نماید و محتوای صفحه وب را ببیند. معمولاً این نوارها در کنار پنجره‌ها به صورت عمودی قرار می‌گیرند.
یک وب سایت به‌طور عمومی شامل گروهی از صفحات وب است که به یکدیگر متصل یا لینک شده‌اند. مهم‌ترین صفحه‌ای که یک وب سایت دارد، صفحهٔ خانگی آن یا صفحه فهرست آن است. با توجه به تنظیمات مرورگر، صفحه خانگی می‌تواند نام‌های متفاوتی داشته باشد؛ ولی معمولاً اسم صفحه خانگی یک وب سایت index.html است. وقتی مرورگر یک صفحه را باز می‌کند ابتدا وب سرور آدرس صفحه خانگی را به مرورگر ارسال می‌کند و سپس از آنجا به صفحات دیگر منتقل می‌شود.
وقتی یک صفحه وب ایجاد می‌کنید، برای اینکه از استانداردهای HTML , CSS و XML بتوانید استفاده کنید دارای اهمیت است که حتماً از کنسرسیوم وب جهانی تبعیت کنید. این استانداردها باعث می‌شود که مرورگرها به راحتی بتوانند سایت شما را اجرا و به نمایش در بیاورند.

## URL یا آدرس‌های وب سایت
URLها با نام Uniform Resource Locator شناخته می‌شوند. عموماً این روزها وب سایت‌ها دارای انعطاف بیشتری هستند. یک وب سایت دینامیکی ابتدا در سمت سرور ساخته می‌شود و سپس به کاربر نمایش داده می‌شود. امروزه تلاش‌های بیشتری برای دینامیکی شدن وب سایت‌ها انجام می‌شود. با اینکار بیشتر اطلاعات بر روی بانک‌های اطلاعاتی قرار خواهد گرفت، به همین علت موتورهای جستجو برای فهرست بندی صفحات در سایت‌های دینامیکی کار سختی را پیش رو دارند از این جهت سایت‌های استاتیک برای موتورهای جستجو از محبوبیت بیشتری برخوردار هستند.

## ساخت و نمایش
برای ساخت یک صفحه وب نیاز به یک ویرایشگر متن برای ویرایش HTML دارید؛ و برای بارگذاری سایت و ارسال اطلاعات به سایت نیاز به FTP Client دارید. طراحی سایت کاملاً به نظر شخص مربوط است. می‌توان در طراحی صفحات وب از قالب از پیش ساخته شده استفاده کرد یا یک قالب برای آن ساخت.
برای نمایش گرافیکی یک صفحه وب، یک مرورگر وب نیاز است؛ که این نرم‌افزار باید بتواند اطلاعات را از داخل اینترنت دریافت کند. مرورگرهای وب می‌توانند منبع یا کدهای یک وب سایت را به شما نمایش دهند.